# Železniční trať Česká Kamenice – Kamenický Šenov – Česká Lípa
Železniční trať Česká Kamenice – Kamenický Šenov – Česká Lípa o délce 25 km byla zprovozněna postupně v letech 1886–1903. V 70. letech měla trať označení 8c, pro muzejní osobní provoz nesla od roku 1997/1998 číslo 901, v jízdním řádu pro rok 2020 je označena číslem 082. Pravidelný osobní provoz na trati byl ukončen roku 1979 a úsek trati Kamenický Šenov – Česká Lípa byl snesen, dnes je většina tohoto úseku provozována jako cyklostezka Varhany. Nákladní doprava v úseku Česká Kamenice – Kamenický Šenov skončila roku 1992, avšak v roce 1997 se podařilo na trati obnovit muzejní provoz. Do roku 2008 trať patřila státu a muzejní provoz zajišťovalo občanské sdružení Klub přátel lokálky. Roku 2007 trať odkoupil Klub železničních cestovatelů a dopravu zde provozuje KŽC Doprava.

## Stanice a zastávky
- Česká Kamenice

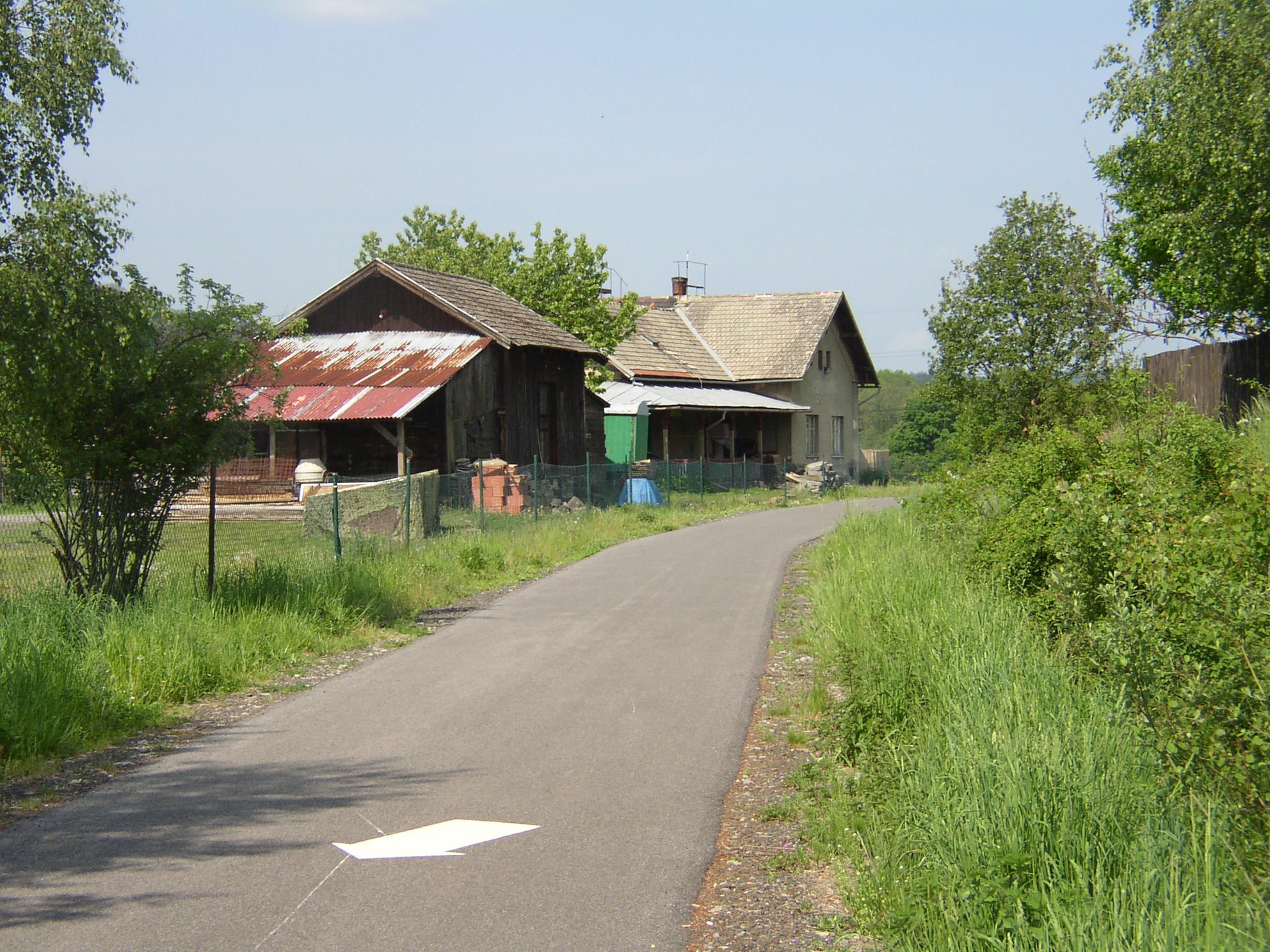
Bývalé nádraží v Horní Libchavě a cyklostezka Varhany, která vede po tělese snesené trati v úseku Česká Lípa - Kamenický Šenov horní nádraží.

- Kamenický Šenov (neoficiálně též Kamenický Šenov dolní nádraží)
- Horní Prysk
- Prácheň (později Kamenický Šenov horní nádraží)
- Nový Oldřichov
- Mistrovice
- Nová Ves
- Volfartice
- Horní Libchava
- Manušice
- Česká Lípa-městský sad (dnes Česká Lípa střelnice)

## Historie trati
- 1. ledna 1869 byly zprovozněny obě tratě České severní dráhy (německá zkratka byla BNB) do Jedlové, do nichž později byla zaústěna trať Česká Kamenice – Česká Lípa střelnice
- 4. srpna 1885 dostala BNB koncesi pro výstavbu a provoz lokální dráhy Česká Kamenice - Kamenický Šenov
- 10. února 1886 byla trať Česká Kamenice - Kamenický Šenov uvedena do provozu. Úsek byl dlouhý 4 km.[1]
- 24. března 1902 byla vydána koncese jinému sdružení (složeného z sklářských podnikatelů v kraji) pro stavbu trati Kamenický Šenov – Česká Lípa.
- 29. srpna 1903 byl do provozu uveden zbývající úsek trati Kamenický Šenov - Česká Lípa. V České Lípě bylo pro tuto trať postaveno nedaleko dnešní stanice Střelnice městské nádraží. Brzy se ukázalo jako nepotřebné, bylo přestavěno na byty a vlaky jezdily až na hlavní nádraží v České Lípě.[2]
- 29. září 1979 byla zastavena veškerá osobní doprava na trati a úsek Kamenický Šenov - Česká Lípa byl snesen. Úsek Česká Kamenice - Kamenický Šenov byl zachován a byla zde provozována nákladní doprava na vlečku závodu Lustry.
- Roku 1992 projel úsekem Česká Kamenice - Kamenický Šenov poslední nákladní vlak na vlečku Lustry a trať byla uzavřena.
- Roku 1997 byl na trati Česká Kamenice - Kamenický Šenov zaveden muzejní provoz historickými vozidly spolkem Klub přátel lokálky.
- Roku 2007 trať odkupuje od státu soukromá společnost KŽC, s.r.o. Provozovatelem dráhy se stává dceřiná společnost KŽC Doprava, s.r.o.
- 25. března 2016 začíná na trati provoz turistické linky T1 Kamenický motoráček. [3]

### Význam dráhy pro lokální průmysl
Jen málokterá lokálka severních Čech tehdy vykazovala podél trati takovou bohatost průmyslu a živností. Ve Volfarticích s 3 000 obyvateli se vyrábělo dřevěné, řešetářské a keramické zboží (Holz-, Sieb- und Tonwaren), kvetlo zde pasířství (Gürtlerei), drátenictví (Drahtweberei), mlynářství, výroba skleněných perlí (Glasperlenraffinerie Stefan Hellmich), jedna firma a přibližně na 40 soustružnických mistrů provozovalo výrobu dýmek a špiček, nacházely se zde pobočky na výrobu drátěných plotů a výrobu octa a stolního oleje (Plates de Menage), výroba částí bonboniér, dóz a košíčků na cukřenky z poniklovaného a pozlaceného plechu, dřevěných kuchyňských potřeb.
V Mistrovicích s 1 500 obyvateli se nacházela sklářská firma „J. Gürtler & Söhne”, na export orientované firmy: „J. Vogel & Sohn”, „Eduard Hegenbarth” a „Franz Martin”, obchodující s barevným a zlatě dekorovaným sklem či s jinak luxusním skl. zbožím nebo firma „Josef Renelt” zaměřená na výrobu skleniček z křišťálu. Firmy „E. Pelikan”, „F. Flügel”, „S. Koeppelin” a „K. Keller” se specializovaly na sklářské výrobky pro české, německé a jinak ve světě proslulé lázně, kde měly také své pobočky. Firma „Johann Zeckert & Sohn” se zabývala luxusními bronzovými výrobky a sklářstvím, které vyvážela do celého světa, obdobně firmy „Renelt & Würfel”. Firmy „Eduard Müller” a „H. Renelt” obchodovaly s brusnými kameny. Vzhledem k tomu, že sklářství se provozovalo po domech, existovala v obci celá řada malířů, rytců, brusičů, kuličů a pozlacovačů skla či pasířů.
V Novém Oldřichově s 900 obyvateli se firma „Clemens Rasch & Sohn” věnovala výrobě surového skla, „Franz Wagner” bronzovým a sklářským výrobkům. Mezi významné skláře patřil i „Hermann Müller”. Sklářským sídlem byla též Prácheň s 1 100 obyvateli. Mezi ty význačné patřily firmy „S. Zinke & Söhne”, „Melzer & Co.”, „K. Uhle & Söhne”, „Cajetan Mayr & Sohn”, „Ernest Palme”, „Emil Günter” a celá řada penzionovaných pasiřů.
Starobylé sklářské centrum Kamenický Šenov s 6 000 obyvateli se stávalo obzvláště v létě vyhledávaným turistickým cílem. Z renomovaných firem se staletou tradicí nelze vynechat firmy: „Gebrüder Palme-König”, „Stelzig”, „Kittel u. Co.”, „Lazarus u. Rosenfeld”, „Baws u. Dotter”, „Josef Löhnert”, „Josef Kelbel u. Co.”, „I. F. Tschakert”, „Czerney u. Co.”, přičemž dvě naposledy jmenované se zaměřovaly na obchod s Orientem. Pánové „Adolf Nückl” a „Jilek u. Vetter” provozovali výrobu surového skla, firmy „Elias u. Palme” a „A. F. Frenzel” výrobu lustrů ve velkém stylu. V Horním Prysku se nacházela exportní sklárna „Josef Palme”.

Koncentraci průmyslu vykazovala také menší sídla. V Nové Vsi provozoval „Josef Böhm” větší pasířství spojené se sklářskou výrobou, která nacházela odbyt ve Vídni a v zahraničí, dále pak celá řada sklářských rytců a brusičů, v Manušicích to byli malíři skla. Vedle sklářského průmyslu se v této oblasti nacházely cihelny, koželužny, obchodovalo se s dobytkem, se senem a dřevem. Velký význam měly panské lesy a zahradnictví v Horní Libchavě. Celá oblast pak patřila k turistickým cílům s letními byty.

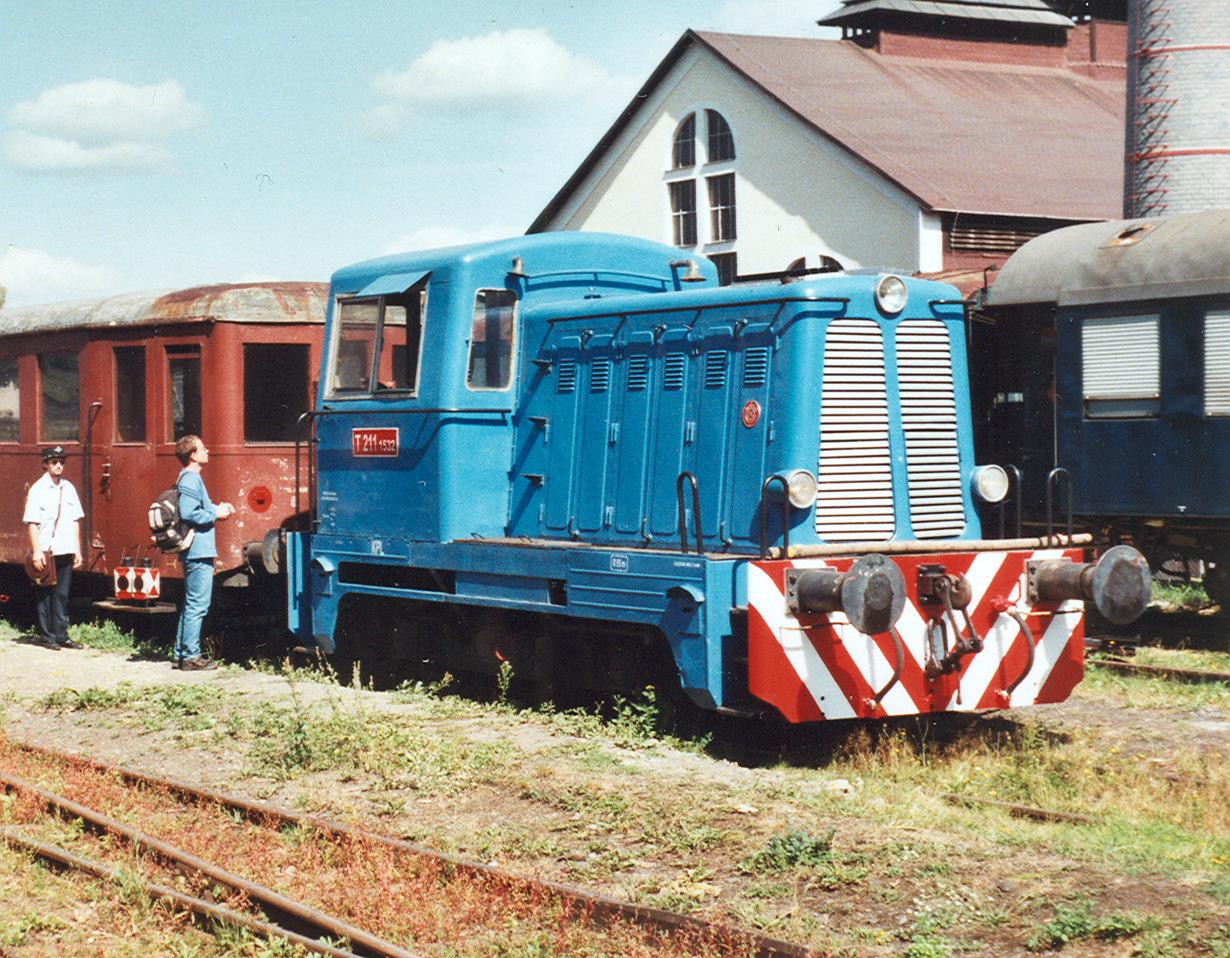
T 211.1532 v Kamenickém Šenově v době působení spolku KPL na trati.

### Záchrana trati
- Roku 1994 byl založen Klub přátel lokálky, který si dal za cíl zprovoznit úsek tratě do Kamenického Šenova a provozovat na něm muzejní dopravu. Začala privatizace trati.
- Roku 1995 na lokálce nakonec začaly první brigády na obnovu.
- 1. července 1996 byla trať uvedena v usnesení vlády v seznamu tratí, které byly vyčleněny z celostátní dráhy a staly se samostatnými regionálními dráhami.
- Roku 1996 dostal Klub přátel lokálky licenci na provozování dopravy.
- 21. června 1997 vyjel z České Kamenice první muzejní vlak na trať do Kamenického Šenova.
- Roku 1998 Drážní úřad v Praze vydal Klubu přátel lokálky úřední povolení k provozování dráhy. Na základě tohoto povolení si klub regionální dráhu Česká Kamenice – Kamenický Šenov pronajal od Českých drah a stal se tak jejím provozovatelem.

### Muzejní provoz
Klub přátel lokálky chtěl dráhu odkoupit od státu. V jeho plánu bylo zahájení investic do trati, kompletní rekonstrukce nádražní budovy v Kamenickém Šenově a obnova části snesené trati z Kamenického Šenova pod silnici I/13. Na zbytku trati do České Lípy podporoval myšlenku využití drážního tělesa cyklostezkou.
Muzejní dopravu Klubu přátel lokálky zajišťoval převážně motorovým vozem M 131.1441 „Hurvínek". Na trati byly provozovány i lokomotivy T 211.1532 „Kocour" s vlečným vozem nebo parní lokomotiva 423.0145.
V sobotu 5. srpna 2006 a v neděli 6. srpna České dráhy na základě vlastního interního nařízení znemožnily jízdy vlaků z muzejní železnice do stanice Česká Kamenice[zdroj?]. Podle tiskové zprávy Sdružení železničních společností České dráhy dopravci neposkytly žádné vysvětlení a tímto jednáním porušily platné smlouvy i Zákon o dráhách, který zaručuje dopravci s platnou licencí provoz i ve stanici, která leží na navazující dráze.[zdroj?]

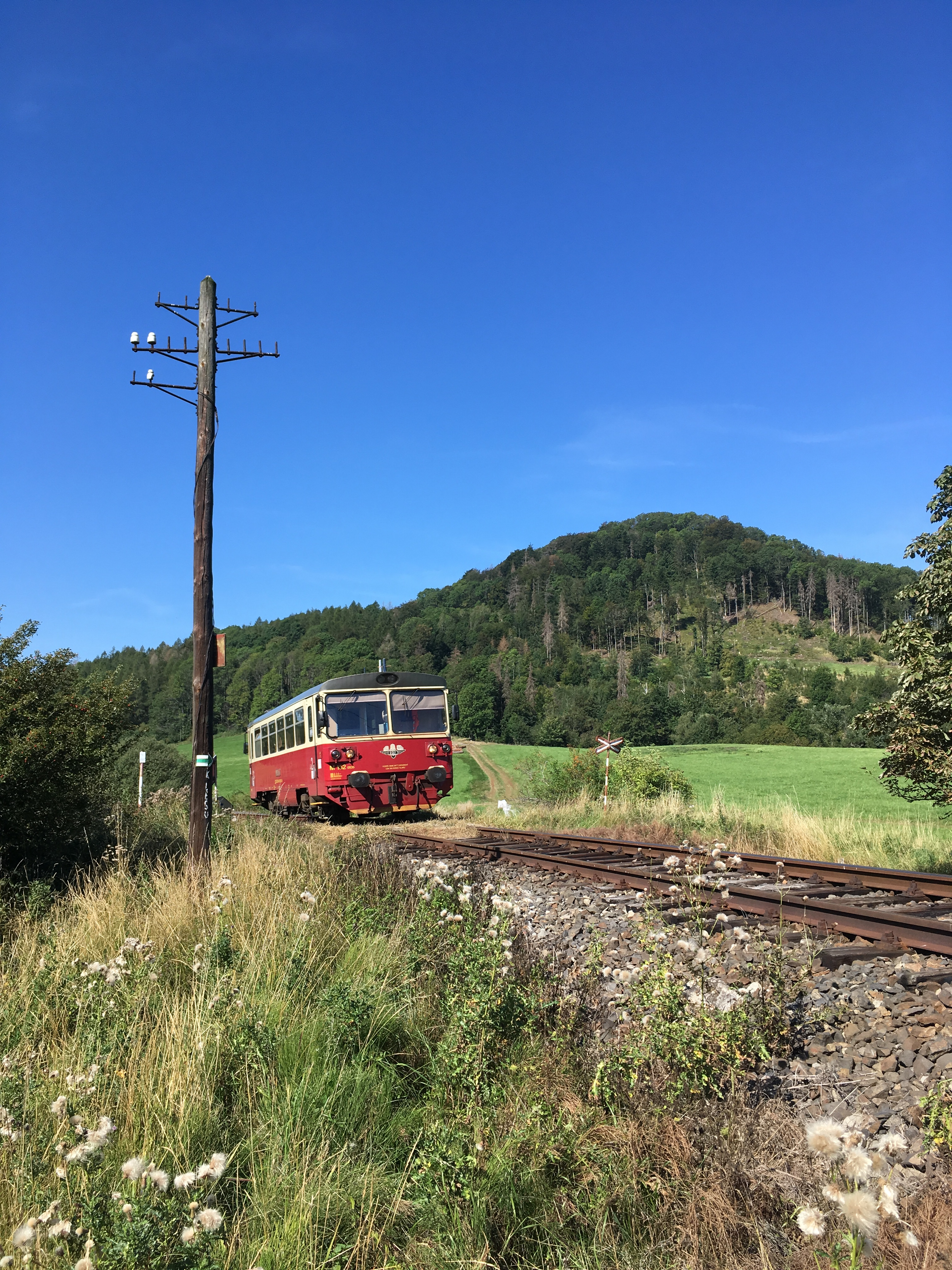
Motorový vůz M152.0535 jede na pravidelném vlaku 2402 linky T1 z České Kamenice do Kamenického Šenova, v pozadí Zámecký vrch. Září 2019.

V roce 2006 Drážní úřad svým rozhodnutím[zdroj?] Klubu přátel lokálky odejmul licenci, jelikož zjistil, že Klub provozoval drážní dopravu na regionální dráze bez přidělené kapacity dopravní cesty, čímž porušil zákon 266/1994 Sb., o dráhách.

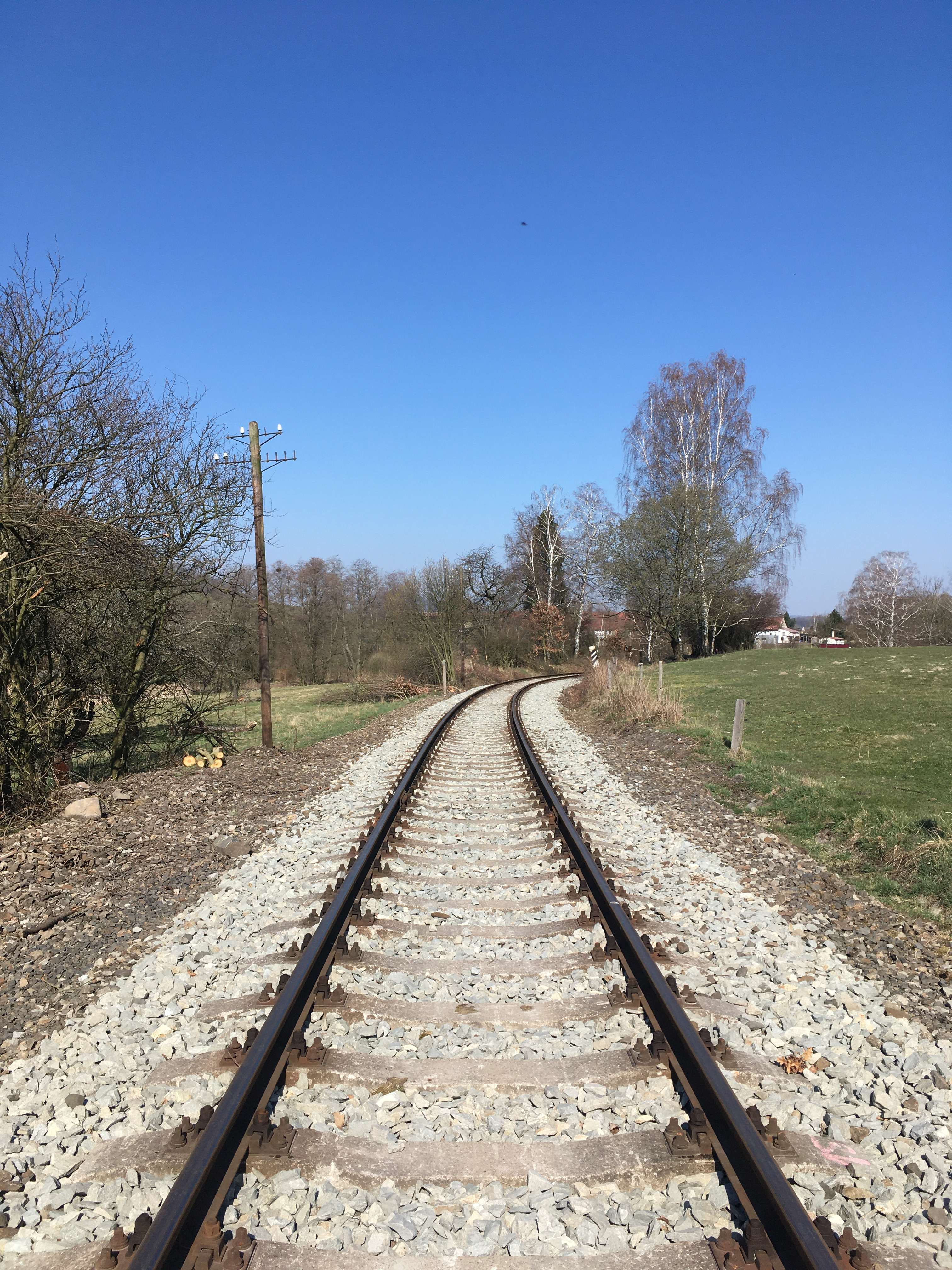
Pohled na opravený úsek trati Česká Kamenice - Kamenický Šenov na jaře 2020.

V závěru roku 2007 Správa železniční dopravní cesty vyhlásila výběrové řízení na prodej dráhy. Do soutěže se přihlásil Klub přátel lokálky a Klub železničních cestovatelů. Nabídka KPL byla vyřazena z důvodu dluhů organizace.
31. května 2008 Klub železničních cestovatelů převzal dráhu, 30. června 2009 proběhla na trati první jízda. Zahájení pravidelného provozu však bylo kvůli vandalismu a krádežím i kvůli dokončování některých technických úprav odloženo. Zahájení provozu neproběhlo ani v roce 2010, nýbrž až 5. července 2011.
Po pěti sezónách provozu Kamenického motoráčku v režii KŽC Doprava za podpory Libereckého kraje a měst Česká Kamenice a Kamenický Šenov došlo v roce 2016 k zásadními zvratu, kdy Ústecký kraj objednal na trati pravidelné sezónní turistické vlaky provozované o sobotách, nedělích a svátcích od dubna do října. Tento provozní model byl v sezóně 2019 dále rozšířen tak, že od června do září byl na trati každodenní provoz zajišťován 5 páry vlaků. V železničním jízdním řádu pro rok 2020 byla trať Česká Kamenice - Kamenický Šenov nově vedena pod číslem 082, provoz zůstával v rozsahu roku 2019. Provoz zajišťuje KŽC Doprava vlastními vozidly, o víkendu je standardně nasazován historický motorový vůz „Hurvínek“, v pracovní dny pak „Orchestrion“. V roce 2022 a 2023 bylo partou místních nadšencův  obnoveno železniční muzeum ve stanici.[zdroj?]

## Cyklostezka Varhany
Po zemním tělese zrušeného úseku dráhy mezi zastávkou Česká Lípa střelnice až do Kamenického Šenova byla vybudována cyklostezka Varhany. Investorem byl Svazek obcí Cyklostezka Varhany, založený v roce 2001. Výstavba prvního úseku byla zahájena v říjnu 2007 a celá akce na úseku 17 km byla dokončena v roce 2013.